# National League (jégkorong)
A National League (röviden: NL) egy professzionális első osztályú jégkorongbajnokság Svájcban, amit 1938-ban alapítottak. A liga 2007 és 2017 között National League A néven működött. A National League nézőszám alapján a legnépszerűbb liga volt Európában 2022-ben 6 139 átlagos nézőszámmal, míg a leglátogatottabb csapat az SC Bern volt 13 348-cal. A ligában van feljutás és kiesés, a főszezonban utolsó helyet elérő csapat a Swiss League-be kerül. A bajnokság alapszakaszának első három helyezettje szerepel a következő Champions Hockey League szezon kiírásában.

## Lebonyolítás

### Alapszakasz
Az alapszakaszban 14 csapat vesz részt. Egy csapat 52 mérkőzést játszik, mindegyik csapattal 4-et, 2-2 meccset otthon és idegenben.

### Rájátszás
A rájátszás negyeddöntőjébe a 6 legtöbb pontot szerző csapat kerül be, a 7-10. helyezett csapat két nyertes meccsig tartó osztályozókon mérkőznek meg a negyeddöntőbe jutásért.

## Résztvevők

### Jelenlegi csapatok
| Csapat                    | Város           | Jégcsarnok                    | Férőhely |
| ------------------------- | --------------- | ----------------------------- | -------- |
| HC Ajoie                  | Porrentruy      | Raiffeisen Arena              | 4 671    |
| HC Ambrì-Piotta           | Ambrì           | Gottardo Arena                | 6 775    |
| SC Bern                   | Bern            | PostFinance Arena             | 17 131   |
| EHC Biel                  | Biel            | Tissot Arena                  | 6 521    |
| HC Davos                  | Davos           | Eisstadion Davos              | 6 795    |
| HC Fribourg-Gottéron      | Friebourg       | BCF-Arena                     | 9 009    |
| Genève-Servette HC        | Genf            | Les Vernets                   | 7 285    |
| EHC Kloten                | Kloten          | Stimo Arena                   | 7 624    |
| SCL Tigers                | Langnau         | Ilfishalle                    | 6 050    |
| Lausanne HC               | Lausanne        | Vaudoise aréna                | 9 600    |
| HC Lugano                 | Lugano          | Cornèr Arena                  | 7 800    |
| SC Rapperswil-Jona Lakers | Rapperswil-Jona | St. Galler Kantonalbank Arena | 6 100    |
| EV Zug                    | Zug             | Bossard Arena                 | 7 200    |
| ZSC Lions                 | Zürich          | Swiss Life Arena              | 12 000   |

## Bajnokok
- 1916 – Akademischer ZC Zürich
- 1917 – HC Bern
- 1918 – HC Bern
- 1919 – HC Vevey
- 1920 – HC Vevey
- 1921 – HC Rosey-Gstaad
- 1922 – EHC St. Moritz
- 1923 – EHC St. Moritz
- 1924 – HC Château d'Oex
- 1925 – HC Rosey-Gstaad
- 1926 – Davos
- 1927 – Davos
- 1928 – EHC St. Moritz
- 1929 – Davos
- 1930 – Davos
- 1931 – Davos
- 1932 – Davos
- 1933 – Davos
- 1934 – Davos
- 1935 – Davos
- 1936 – Zürich
- 1937 – Davos
- 1938 – Davos
- 1939 – Davos
- 1940 – Ingen vinnere
- 1941 – Davos
- 1942 – Davos
- 1943 – Davos
- 1944 – Davos
- 1945 – Davos
- 1946 – Davos
- 1947 – Davos
- 1948 – Davos
- 1949 – Zürich
- 1950 – Davos
- 1951 – EHC Arosa
- 1952 – EHC Arosa
- 1953 – EHC Arosa
- 1954 – EHC Arosa
- 1955 – EHC Arosa
- 1956 – EHC Arosa
- 1957 – EHC Arosa
- 1958 – Davos
- 1959 – Bern
- 1960 – Davos
- 1961 – Zürich
- 1962 – EHC Visp
- 1963 – HC Villars
- 1964 – HC Villars
- 1965 – Bern
- 1966 – GCK Lions
- 1967 – Kloten Flyers
- 1968 – HC La Chaux de Fonds
- 1969 – HC La Chaux de Fonds
- 1970 – HC La Chaux de Fonds
- 1971 – HC La Chaux de Fonds
- 1972 – HC La Chaux de Fonds
- 1973 – HC La Chaux de Fonds
- 1974 – Bern
- 1975 – Bern
- 1976 – SCL Tigers
- 1977 – Bern
- 1978 – Biel
- 1979 – Bern
- 1980 – EHC Arosa
- 1981 – Biel
- 1982 – EHC Arosa
- 1983 – Biel
- 1984 – Davos
- 1985 – Davos
- 1986 – Lugano
- 1987 – Lugano
- 1988 – Lugano
- 1989 – Bern
- 1990 – Lugano
- 1991 – Bern
- 1992 – Bern
- 1993 – Kloten Flyers
- 1994 – Kloten Flyers
- 1995 – Kloten Flyers
- 1996 – Kloten Flyers
- 1997 – Bern
- 1998 – Zug
- 1999 – Lugano
- 2000 – Zürich
- 2001 – Zürich
- 2002 – Davos
- 2003 – Lugano
- 2004 – Bern
- 2005 – Davos
- 2006 – Lugano
- 2007 – Davos
- 2008 – Zürich
- 2009 – Davos
- 2010 – Bern
- 2011 – Davos
- 2012 – Zürich
- 2013 – Bern[2]
- 2014 – Zürich
- 2015 – Davos[3]
- 2016 – Bern[4]
- 2017 – Bern[5]
- 2018 – Zürich[6]
- 2019 – Bern[7]
- 2020 – Elmaradt a szezon
- 2021 – Zug[8]
- 2022 – Zug
- 2023 – Genève-Servette HC[9]
- 2024 – Zürich
- 2025 – Zürich

## Nézettség
| Szezon  | Átlagos nézőszám | Helyezés | Legnézettebb csapat |
| ------- | ---------------- | -------- | ------------------- |
| 2021–22 | 6 139            | 1.       | SC Bern (13 348)    |
| 2022–23 | 7 005            | 1.       | SC Bern (14 750)    |
| 2023–24 | 7 130            | 2.       | SC Bern (15 490)    |
| 2024–25 | 7 365            | 2.       | SC Bern (15 490)    |